# Cancelliere (ordinamento giudiziario italiano)
Il cancelliere, nell'ordinamento giudiziario italiano, è un funzionario della pubblica amministrazione italiana.
Fa parte dell'ordinamento giudiziario italiano ed esercita essenzialmente attività amministrativa coadiuvando la magistratura italiana, addetto alla cancelleria, istituita presso ciascun ufficio giudiziario giudicante. Tale struttura viene detta segreteria se presente presso gli uffici giudiziari inquirenti (ad esempio presso l'ufficio del Pubblico Ministero). 

## Evoluzione storica
Nell'antica Roma i cancellarii (così detti perché posti al cancellus, la barriera che separava il giudice in udienza dal pubblico) o notarii, tratti dall'ordine equestre, avevano il compito di coadiuvare il giudice. Prima di loro si ha notizia di scribae e di tabularii, il cui compito era però limitato all'attività di scrivano.
In epoca comunale funzioni simili a quelle dell'attuale cancelliere erano svolte dai maestri d'atti o maestri notari. In seguito tali funzioni furono attribuite in alcuni stati italiani a funzionari denominati cancellieri; nello Stato Pontificio e nel Regno di Napoli costoro giunsero alla vera e propria partecipazione all'esercizio della giurisdizione.
La prima disciplina della figura del cancelliere e del segretario giudiziario dell'Italia unita risale al regio decreto 6 dicembre 1865, n. 2626. All'epoca, l'ammissione al concorso per il grado iniziale della carriera (vicecancelliere) non era subordinata al possesso di alcun titolo di studio, ma l'ingresso in carriera era subordinato al superamento di un esame di cultura generale. Il cancelliere era remunerato in parte con una retribuzione pagata dallo Stato e in parte con diritti di cancelleria, pagati dagli utenti per il rilascio di copie, e percentuali sulle somme riscosse a favore dello Stato.

## Personale

### Stato giuridico
Il personale delle cancellerie e segreterie giudiziarie, secondo l'art. 4 del R.D. 30 gennaio 1941 n. 12, appartiene all'ordine giudiziario, essendo inquadrati come ausiliari del giudice, pur non facendo parte della magistratura italiana.
Il funzionario che svolge funzioni corrispondenti a quelle del cancelliere presso l'ufficio del pubblico ministero (Procura generale presso la Suprema corte di cassazione, procura generale presso la corte d'appello, procura della Repubblica presso il tribunale ordinario) era denominato segretario giudiziario fino al 1972, quando gli fu estesa la denominazione di cancelliere; resta la denominazione di segreteria giudiziaria per l'ufficio al quale è addetto o responsabile.

### Classificazione
La classificazione del personale e la disciplina delle carriere è stata più volte modificata nel tempo. A seguito del d.lgs. 3 febbraio 1993 n. 29, e successive modifiche, tutte raccolte nel d.lgs. 30 marzo 2001 n. 165, la disciplina è ora contenuta nel vigente Contratto collettivo nazionale di lavoro del comparto "Ministeri" e nel Contratto collettivo nazionale integrativo per il personale non dirigenziale del Ministero della giustizia, stipulato il 29 luglio 2010. Il personale è diviso in tre aree professionali, suddivise in profili professionali, cui corrispondono diversi livelli retributivi:
- I area, comprendente il profilo di ausiliario;
- II area, comprendente i profili di operatore giudiziario, assistente giudiziario e cancelliere;
- III area, comprendente i profili di funzionario giudiziario e direttore amministrativo.

La funzione del cancelliere è distribuita tra i profili di funzionario giudiziario e cancelliere, ma solo il primo può effettuare mandati di pagamento. Il direttore amministrativo, invece, svolge principalmente funzioni di direzione degli uffici, nonché funzioni vicarie del dirigente. Alcune funzioni tipiche del cancelliere sono, altresì, demandate all'assistente giudiziario: tra esse, l'assistenza al magistrato nell'attività istruttoria o nel dibattimento, con compiti di redazione e sottoscrizione dei relativi verbali.

### Reclutamento
Il personale delle cancellerie e segreterie giudiziarie è reclutato tramite concorso pubblico, indetto dal Ministero della giustizia.
L'ammissione al concorso è subordinata al possesso del diploma di:
- scuola secondaria di primo grado, per il profilo di operatore giudiziario;
- scuola secondaria di secondo grado, per i profili di assistente giudiziario e cancelliere;
- laurea triennale, laurea magistrale o secondo il vecchio ordinamento in giurisprudenza, economia e commercio, scienze politiche o equipollenti, per il profilo di funzionario giudiziario;
- laurea magistrale o secondo il vecchio ordinamento in giurisprudenza (con aggiunta di abilitazione all'albo preposto agli avvocati), economia e commercio, scienze politiche o equipollenti, per il profilo di direttore amministrativo.

### Funzioni
Il cancelliere, attraverso le funzioni e i compiti demandati dall'ordinamento, integra sostanzialmente la funzione giurisdizionale mediante l'adozione di atti assunti in piena autonomia funzionale. Compito principale del cancelliere è assistere il giudice, monocratico o collegiale, in tutti gli atti e le attività che devono essere documentate attraverso la redazione di un processo verbale. Quest'ultimo è redatto e firmato dal cancelliere, che in tal modo gli attribuisce pubblica fede, sicché il verbale fa piena prova fino a querela di falso (è, in altri termini, un atto pubblico).
Oltre alla verbalizzazione, il cancelliere ha una serie di altre competenze, tra le quali si possono ricordare:
- il rilascio di copie ed estratti autentici dei documenti prodotti;
- l'iscrizione a ruolo della causa;
- la verifica della corresponsione del contributo unificato prescritto;
- la formazione del fascicolo d'ufficio e, nel processo civile, la conservazione dei fascicoli di parte;
- le comunicazioni e notificazioni prescritte dalla legge o dal giudice, ivi compresa la comunicazione alle parti dei provvedimenti del giudice;
- la pubblicazione della sentenza e gli adempimenti connessi, come la trascrizione presso la conservatoria dei registri immobiliari delle sentenze implicanti trasferimenti di proprietà immobiliare, le iscrizioni di ipoteche giudiziali nonché le domande di voltura catastale ove richieste;[4]
- le attività prodromiche e successive all'esecuzione dei provvedimenti giudiziari, segnatamente in materia civile.

Vi sono poi una serie di funzioni amministrative svolte dalla cancelleria non come ufficio ausiliario del giudice, ma come articolazione locale del Ministero della Giustizia: redazione di atti di notorietà, ricezione di giuramenti su perizie stragiudiziali e su traduzioni di atti e documenti, rilascio di copie autentiche di documenti e autenticazione di sottoscrizioni, tenuta del registro pubblico dei privilegi speciali, rinunzie alle eredità, accettazioni delle eredità con beneficio d'inventario, redazione dei relativi inventari, recupero dei crediti dello Stato nati nel corso dei procedimenti giudiziari, custodia dei corpi di reato, rilascio di certificazioni ecc.
I cancellieri che operano nelle segreterie giudiziarie delle Procure della Repubblica presso i Tribunali hanno il compito di documentare tutte le attività del pubblico ministero; inoltre:
- rilasciano i certificati del casellario giudiziario;
- svolgono, su provvedimento del pubblico ministero, gli adempimenti per l'esecuzione delle sentenze di condanna;
- appongono la cosiddette apostille agli atti amministrativi o giudiziari provenienti da ordinamenti esteri.

## Notizie comparatistiche
Funzionari analoghi al cancelliere italiano si trovano anche negli altri ordinamenti, variamente denominati: ad esempio, greffier nei paesi francofoni (da cui deriva anche la denominazione griffier, usata nei Paesi Bassi), court clerk (o, in certi casi, court registrar) nei paesi anglosassoni e secretario judicial (o semplicemente secretario) in quelli di lingua spagnola. In alcuni stati federati degli Stati Uniti, davanti al court clerk può anche essere celebrato il matrimonio civile, similmente all'ufficiale dello stato civile in Italia.